# Élections cantonales de 2011 en Vaucluse
Les élections cantonales ont eu lieu les 20 et 27 mars 2011.
Lors de ces élections, 12 des 24 cantons de Vaucluse ont été renouvelés. Elles ont vu la reconduction de la majorité socialiste dirigé par Claude Haut, président du conseil général.

## Contexte départemental

### Assemblée départementale sortante
Avant les élections, le conseil général de Vaucluse est présidé par Claude Haut (PS). Il comprend 24 conseillers généraux issus des 24 cantons de Vaucluse ; 12 d'entre eux sont renouvelables lors de ces élections. 
| Parti                             | Sigle | Élus | Groupe politique        |
| --------------------------------- | ----- | ---- | ----------------------- |
| Majorité (14 sièges)              |       |      |                         |
| Parti socialiste                  | PS    | 11   | Majorité départementale |
| Divers gauche                     | DVG   | 2    | Majorité départementale |
| Parti communiste français         | PCF   | 1    | Majorité départementale |
| Opposition (10 sièges)            |       |      |                         |
| Union pour un mouvement populaire | UMP   | 8    | UMP                     |
| Ligue du Sud                      | EXD   | 2    | Ligue du Sud            |
| Président du conseil général      |       |      |                         |
| Claude Haut (PS)                  |       |      |                         |

## Résultats à l'échelle du département
Sigles utilisés dans les tableaux ci-dessous : 
FG : Front de gauche, dont les deux principales composantes nationales sont :
- PCF : Parti communiste français
- PG : Parti de gauche

EELV : Europe Écologie Les Verts
PS : Parti socialiste
NC : Nouveau Centre
UMP : Union pour un mouvement populaire
- comprenant le PRV : Parti radical

DVG : Divers gauche
DVD : Divers droite
EXD : Extrême-droite (Front national et LS dont le président est Jacques Bompard, maire d'Orange, ex-FN et ex-MPF).	

### Résultats en nombre de sièges
| Parti | Sièges mis en jeu | Élus | Évolution     |
| ----- | ----------------- | ---- | ------------- |
| PS    | 6                 | 4    | 2             |
| DVG   | 2                 | 2    | en stagnation |
| UMP   | 2                 | 2    | en stagnation |
| LS    | 1                 | 1    | en stagnation |
| PCF   | 1                 | 1    | en stagnation |
| FN    | 0                 | 1    | 1             |
| EELV  | 0                 | 1    | 1             |

### Assemblée départementale à l'issue des élections
| Parti                             | Sigle | Élus |
| --------------------------------- | ----- | ---- |
| Majorité (13 sièges)              |       |      |
| Parti socialiste                  | PS    | 9    |
| Divers gauche                     | DVG   | 2    |
| Parti communiste français         | PCF   | 1    |
| Europe Écologie Les Verts         | EELV  | 1    |
| Opposition (11 sièges)            |       |      |
| Union pour un mouvement populaire | UMP   | 7    |
| Ligue du Sud                      | EXD   | 2    |
| Divers droite                     | DVD   | 1    |
| Front national                    | FN    | 1    |
| Président du conseil général      |       |      |
| Claude Haut (PS)                  |       |      |

## Résultats par canton

### Canton d'Apt
| Candidats      | Candidats           | Étiquette      | Premier tour | Premier tour | Second tour | Second tour |
| Candidats      | Candidats           | Étiquette      | Voix         | %            | Voix        | %           |
| -------------- | ------------------- | -------------- | ------------ | ------------ | ----------- | ----------- |
|                | Pierre Boyer*       | PS             | 2 782        | 38,29        | 4 622       | 63,30       |
|                | Jean-Marie Cojannot | FN             | 1 792        | 24,67        | 2 680       | 36,70       |
|                | Dominique Santoni   | UMP            | 1 278        | 17,59        |             |             |
|                | Pierre Chenet       | EÉLV           | 813          | 11,19        |             |             |
|                | Jean-Pierre Peyron  | FG (PCF)       | 521          | 7,17         |             |             |
|                | Jack Ottavi         | LS             | 79           | 1,09         |             |             |
|                |                     |                |              |              |             |             |
| Inscrits       | Inscrits            | Inscrits       | 15 089       | 100,00       | 15 089      | 100,00      |
| Abstentions    | Abstentions         | Abstentions    | 7 701        | 51,04        | 7 291       | 48,32       |
| Votants        | Votants             | Votants        | 7 388        | 48,96        | 7 798       | 51,68       |
| Blancs et nuls | Blancs et nuls      | Blancs et nuls | 123          | 1,66         | 496         | 6,36        |
| Exprimés       | Exprimés            | Exprimés       | 7 265        | 98,34        | 7 302       | 93,64       |

*sortant

### Canton d'Avignon-Est
| Candidats      | Candidats             | Étiquette      | Premier tour | Premier tour | Second tour | Second tour |
| Candidats      | Candidats             | Étiquette      | Voix         | %            | Voix        | %           |
| -------------- | --------------------- | -------------- | ------------ | ------------ | ----------- | ----------- |
|                | André Castelli*       | FG (PCF)       | 3 534        | 38,12        | 5 689       | 57,00       |
|                | Paul Ruat             | FN             | 2 748        | 29,64        | 4 291       | 43,00       |
|                | Michel Bissière       | UMP            | 1 681        | 18,13        |             |             |
|                | Jean-Pierre Cervantes | EÉLV           | 898          | 9,69         |             |             |
|                | Xavier Fruleux        | LS             | 305          | 3,29         |             |             |
|                | Séverine Geslin       | POI            | 105          | 1,13         |             |             |
|                |                       |                |              |              |             |             |
| Inscrits       | Inscrits              | Inscrits       | 23 120       | 100,00       | 23 120      | 100,00      |
| Abstentions    | Abstentions           | Abstentions    | 13 650       | 59,04        | 12 495      | 54,04       |
| Votants        | Votants               | Votants        | 9 470        | 40,96        | 10 625      | 45,96       |
| Blancs et nuls | Blancs et nuls        | Blancs et nuls | 199          | 2,10         | 645         | 6,07        |
| Exprimés       | Exprimés              | Exprimés       | 9 271        | 97,90        | 9 980       | 93,93       |

*sortant
Note : le candidat sortant André Castelli est soutenu par le Parti socialiste et le Mouvement républicain et citoyen.

### Canton d'Avignon-Sud
| Candidats      | Candidats                | Étiquette      | Premier tour | Premier tour | Second tour | Second tour |
| Candidats      | Candidats                | Étiquette      | Voix         | %            | Voix        | %           |
| -------------- | ------------------------ | -------------- | ------------ | ------------ | ----------- | ----------- |
|                | Michèle Fournier-Armand* | PS             | 1 440        | 31,64        | 2 890       | 59,32       |
|                | Alain Oddone             | FN             | 1 224        | 26,90        | 1 982       | 40,68       |
|                | Valérie Wagner           | PRV (UMP)      | 483          | 10,61        |             |             |
|                | Paul-Roger Gontard       | SE             | 397          | 8,72         |             |             |
|                | Albert Mansour           | NC             | 390          | 8,57         |             |             |
|                | Sounoussi Djellal        | EÉLV           | 293          | 6,44         |             |             |
|                | Guillaume Bompard        | LS             | 110          | 2,42         |             |             |
|                | Adeline Romero           | NPA            | 76           | 1,67         |             |             |
|                | Jean-Marc Hamou          | AD             | 73           | 1,60         |             |             |
|                | Ihlam Moussaid           | AJC REVÉ       | 65           | 1,43         |             |             |
|                |                          |                |              |              |             |             |
| Inscrits       | Inscrits                 | Inscrits       | 11 446       | 100,00       | 11 446      | 100,00      |
| Abstentions    | Abstentions              | Abstentions    | 6 664        | 58,22        | 6 180       | 53,99       |
| Votants        | Votants                  | Votants        | 4 782        | 41,78        | 5 266       | 46,01       |
| Blancs et nuls | Blancs et nuls           | Blancs et nuls | 231          | 4,83         | 394         | 7,48        |
| Exprimés       | Exprimés                 | Exprimés       | 4 551        | 95,17        | 4 872       | 92,52       |

*sortant
Notes sur les candidatures : 
- les candidats de droite Valérie Wagner et Albert Mansour siègent tous deux au sein de la même majorité de la municipalité d'Avignon. Mme Wagner est la candidature investie par l'UMP (dont le Parti radical est membre) ;
- la candidate socialiste est soutenue par le PCF et le MRC ;
- Max Rieux initialement candidat du Parti de gauche, soutient le candidat vert Senoussi Djellal[6] ;
- MM. Gontard et Hamou sont tous deux membres du MoDem, mais aucun d'eux n'a reçu l'investiture du parti[7] ;
- la candidate Ihlam Moussaid[8] est une ancienne membre du NPA qui l'a quitté à la suite du débat qui a déchiré le parti lors de sa candidature pour les élections régionales, alors qu'elle porte le voile (voir section dédiée de l'article du NPA).

### Canton de Beaumes-de-Venise
| Candidats      | Candidats          | Étiquette      | Premier tour | Premier tour |
| Candidats      | Candidats          | Étiquette      | Voix         | %            |
| -------------- | ------------------ | -------------- | ------------ | ------------ |
|                | Christian Gonnet*  | UMP            | 1 202        | 53,57        |
|                | Muriel Jaeger      | PS             | 435          | 19,32        |
|                | Christophe Reymond | FN             | 353          | 15,67        |
|                | Nadia Boyer        | FG (PCF)       | 158          | 7,02         |
|                | André-Yves Beck    | LS             | 67           | 2,98         |
|                | Joël Valéro        | SE             | 37           | 1,64         |
|                |                    |                |              |              |
| Inscrits       | Inscrits           | Inscrits       | 4 195        | 100,00       |
| Abstentions    | Abstentions        | Abstentions    | 1 894        | 45,15        |
| Votants        | Votants            | Votants        | 2 301        | 54,85        |
| Blancs et nuls | Blancs et nuls     | Blancs et nuls | 49           | 2,13         |
| Exprimés       | Exprimés           | Exprimés       | 2 252        | 97,87        |

*sortant

### Canton de Bédarrides
| Candidats      | Candidats        | Étiquette      | Premier tour | Premier tour | Second tour | Second tour |
| Candidats      | Candidats        | Étiquette      | Voix         | %            | Voix        | %           |
| -------------- | ---------------- | -------------- | ------------ | ------------ | ----------- | ----------- |
|                | Thierry Lagneau* | UMP            | 4 316        | 35,53        | 6 661       | 55,73       |
|                | Alain Poulalier  | FN             | 4 003        | 32,96        | 5 292       | 44,27       |
|                | Vincent Jullien  | PS             | 1 778        | 14,64        |             |             |
|                | Mathieu Leporini | EÉLV           | 949          | 7,81         |             |             |
|                | Vivian Point     | FG (PCF)       | 830          | 6,83         |             |             |
|                | Gaétan Polge     | LS             | 270          | 2,22         |             |             |
|                |                  |                |              |              |             |             |
| Inscrits       | Inscrits         | Inscrits       | 26 201       | 100,00       | 26 200      | 100,00      |
| Abstentions    | Abstentions      | Abstentions    | 13 536       | 51,66        | 13 225      | 50,48       |
| Votants        | Votants          | Votants        | 12 665       | 48,34        | 12 975      | 49,52       |
| Blancs et nuls | Blancs et nuls   | Blancs et nuls | 519          | 4,10         | 1 022       | 7,88        |
| Exprimés       | Exprimés         | Exprimés       | 12 146       | 95,90        | 11 953      | 92,12       |

*sortant

### Canton de Bonnieux
| Candidats      | Candidats            | Étiquette      | Premier tour | Premier tour | Second tour | Second tour |
| Candidats      | Candidats            | Étiquette      | Voix         | %            | Voix        | %           |
| -------------- | -------------------- | -------------- | ------------ | ------------ | ----------- | ----------- |
|                | Olivier Florens      | EÉLV           | 599          | 29,11        | 1 048       | 52,06       |
|                | Jérôme Casalis       | UMP            | 577          | 28,04        | 965         | 47,94       |
|                | Christian Ruffinatto | PRG            | 550          | 26,72        |             |             |
|                | Olivier Ballet       | FN             | 332          | 16,13        |             |             |
|                |                      |                |              |              |             |             |
| Inscrits       | Inscrits             | Inscrits       | 3 731        | 100,00       | 3 731       | 100,00      |
| Abstentions    | Abstentions          | Abstentions    | 1 600        | 42,88        | 1 573       | 42,16       |
| Votants        | Votants              | Votants        | 2 131        | 57,12        | 2 158       | 57,84       |
| Blancs et nuls | Blancs et nuls       | Blancs et nuls | 73           | 3,43         | 145         | 6,72        |
| Exprimés       | Exprimés             | Exprimés       | 2 058        | 96,57        | 2 013       | 93,28       |

### Canton de Cadenet
| Candidats      | Candidats          | Étiquette      | Premier tour | Premier tour | Second tour | Second tour |
| Candidats      | Candidats          | Étiquette      | Voix         | %            | Voix        | %           |
| -------------- | ------------------ | -------------- | ------------ | ------------ | ----------- | ----------- |
|                | Michel Tamisier*   | DVG            | 1 963        | 31,12        | 3 456       | 56,51       |
|                | Sébastien Vincenty | DVD            | 1 506        | 23,88        | 2 660       | 43,49       |
|                | Pierre Goubert     | FN             | 1 397        | 22,15        |             |             |
|                | André Rousset      | EÉLV           | 946          | 15,00        |             |             |
|                | Jean-Raymond Peyre | FG (PCF)       | 401          | 6,36         |             |             |
|                | Denis Raimondo     | LS             | 94           | 1,49         |             |             |
|                |                    |                |              |              |             |             |
| Inscrits       | Inscrits           | Inscrits       | 14 047       | 100,00       | 14 048      | 100,00      |
| Abstentions    | Abstentions        | Abstentions    | 7 593        | 54,05        | 7 549       | 53,74       |
| Votants        | Votants            | Votants        | 6 454        | 45,95        | 6 499       | 46,26       |
| Blancs et nuls | Blancs et nuls     | Blancs et nuls | 147          | 2,28         | 383         | 5,89        |
| Exprimés       | Exprimés           | Exprimés       | 6 307        | 97,72        | 6 116       | 94,11       |

*sortant

### Canton de Carpentras-Nord
| Candidats      | Candidats        | Étiquette      | Premier tour | Premier tour | Second tour | Second tour |
| Candidats      | Candidats        | Étiquette      | Voix         | %            | Voix        | %           |
| -------------- | ---------------- | -------------- | ------------ | ------------ | ----------- | ----------- |
|                | Patrick Bassot   | FN             | 3 044        | 33,62        | 5 367       | 54,34       |
|                | Michel Bayet*    | PS             | 2 082        | 23,00        | 4 510       | 45,66       |
|                | Léopold Meynaud  | DVD            | 1 379        | 15,23        |             |             |
|                | Adèle Cote       | EÉLV           | 722          | 7,98         |             |             |
|                | Hervé de Lépinau | LS             | 716          | 7,91         |             |             |
|                | Alain Farfal     | FG (PG)        | 414          | 4,57         |             |             |
|                | Marc Dedieu      | MoDem          | 364          | 4,02         |             |             |
|                | Pierre Gérenton  | DVD            | 287          | 3,17         |             |             |
|                | Noura Benameur   | SE             | 45           | 0,50         |             |             |
|                |                  |                |              |              |             |             |
| Inscrits       | Inscrits         | Inscrits       | 21 001       | 100,00       | 21 003      | 100,00      |
| Abstentions    | Abstentions      | Abstentions    | 11 737       | 55,89        | 10 472      | 49,86       |
| Votants        | Votants          | Votants        | 9 264        | 44,11        | 10 531      | 50,14       |
| Blancs et nuls | Blancs et nuls   | Blancs et nuls | 211          | 2,28         | 654         | 6,21        |
| Exprimés       | Exprimés         | Exprimés       | 9 053        | 97,72        | 9 877       | 93,79       |

*sortant

### Canton de L'Isle-sur-la-Sorgue
| Candidats      | Candidats             | Étiquette      | Premier tour | Premier tour | Second tour | Second tour |
| Candidats      | Candidats             | Étiquette      | Voix         | %            | Voix        | %           |
| -------------- | --------------------- | -------------- | ------------ | ------------ | ----------- | ----------- |
|                | Michel Fuillet*       | PS             | 4 072        | 28,65        | 8 254       | 56,80       |
|                | Emile Cavasino        | FN             | 3 683        | 25,91        | 6 278       | 43,20       |
|                | Pierre Gonzalvez      | UMP            | 2 559        | 18,01        |             |             |
|                | Anne-Marie Billiottet | FG (PG)        | 1 904        | 13,40        |             |             |
|                | Henri-Paul Pellegrino | DVD            | 931          | 6,55         |             |             |
|                | Jean-Marc Conrad      | DVD            | 662          | 4,66         |             |             |
|                | Aurélien Kedding      | NPA            | 281          | 1,98         |             |             |
|                | François Baly         | LS             | 120          | 0,84         |             |             |
|                |                       |                |              |              |             |             |
| Inscrits       | Inscrits              | Inscrits       | 30 941       | 100,00       | 30 725      | 100,00      |
| Abstentions    | Abstentions           | Abstentions    | 16 385       | 52,96        | 15 033      | 48,93       |
| Votants        | Votants               | Votants        | 14 556       | 47,04        | 15 692      | 51,07       |
| Blancs et nuls | Blancs et nuls        | Blancs et nuls | 344          | 2,36         | 1160        | 7,39        |
| Exprimés       | Exprimés              | Exprimés       | 14 212       | 97,64        | 14 532      | 92,61       |

*sortant

### Canton de Malaucène
| Candidats      | Candidats       | Étiquette      | Premier tour | Premier tour | Second tour | Second tour |
| Candidats      | Candidats       | Étiquette      | Voix         | %            | Voix        | %           |
| -------------- | --------------- | -------------- | ------------ | ------------ | ----------- | ----------- |
|                | Xavier Bernard* | DVG            | 1 052        | 40,79        | 1 466       | 56,08       |
|                | Dominique Bodon | UMP            | 834          | 32,34        | 1 148       | 43,92       |
|                | Fabien Mendez   | FN             | 301          | 11,67        |             |             |
|                | Odile Daniel    | EÉLV           | 181          | 7,02         |             |             |
|                | Jean Vallier    | LS             | 114          | 4,42         |             |             |
|                | Fabienne Haloui | FG (PCF)       | 97           | 3,76         |             |             |
|                |                 |                |              |              |             |             |
| Inscrits       | Inscrits        | Inscrits       | 3 948        | 100,00       | 3 948       | 100,00      |
| Abstentions    | Abstentions     | Abstentions    | 1 292        | 32,73        | 1 193       | 30,22       |
| Votants        | Votants         | Votants        | 2 656        | 67,27        | 2 755       | 69,78       |
| Blancs et nuls | Blancs et nuls  | Blancs et nuls | 77           | 2,90         | 141         | 5,12        |
| Exprimés       | Exprimés        | Exprimés       | 2 579        | 97,10        | 2 614       | 94,88       |

*sortant

### Canton de Mormoiron
| Candidats      | Candidats      | Étiquette      | Premier tour | Premier tour | Second tour | Second tour |
| Candidats      | Candidats      | Étiquette      | Voix         | %            | Voix        | %           |
| -------------- | -------------- | -------------- | ------------ | ------------ | ----------- | ----------- |
|                | Max Raspail*   | PS             | 2 097        | 49,67        | 3 092       | 72,26       |
|                | Violette Rozet | FN             | 876          | 20,75        | 1 187       | 27,74       |
|                | Lionel Martin  | EÉLV           | 610          | 14,45        |             |             |
|                | Martin Gunther | UMP            | 443          | 10,49        |             |             |
|                | Daniel Gendre  | FG (PCF)       | 196          | 4,64         |             |             |
|                |                |                |              |              |             |             |
| Inscrits       | Inscrits       | Inscrits       | 7 679        | 100,00       | 7 679       | 100,00      |
| Abstentions    | Abstentions    | Abstentions    | 3 367        | 43,85        | 3 169       | 41,27       |
| Votants        | Votants        | Votants        | 4 312        | 56,15        | 4 510       | 58,73       |
| Blancs et nuls | Blancs et nuls | Blancs et nuls | 90           | 2,09         | 231         | 5,12        |
| Exprimés       | Exprimés       | Exprimés       | 4 222        | 97,91        | 4 279       | 94,88       |

*sortant

### Canton d'Orange-Est
| Candidats      | Candidats             | Étiquette      | Premier tour | Premier tour | Second tour | Second tour |
| Candidats      | Candidats             | Étiquette      | Voix         | %            | Voix        | %           |
| -------------- | --------------------- | -------------- | ------------ | ------------ | ----------- | ----------- |
|                | Marie-Claude Bompard* | LS             | 2 231        | 25,83        | 4 932       | 55,91       |
|                | Marlène Thibaud       | PS             | 2 221        | 25,71        | 3 890       | 44,09       |
|                | Louis Biscarrat       | UMP            | 1 727        | 20,00        |             |             |
|                | Gérard Carlier        | FN             | 1 580        | 18,29        |             |             |
|                | Bernard Vaton         | OC             | 575          | 6,66         |             |             |
|                | Julien Merle          | MoDem          | 303          | 3,51         |             |             |
|                |                       |                |              |              |             |             |
| Inscrits       | Inscrits              | Inscrits       | 20 139       | 100,00       | 20 138      | 100,00      |
| Abstentions    | Abstentions           | Abstentions    | 11 263       | 55,93        | 10 626      | 52,77       |
| Votants        | Votants               | Votants        | 8 876        | 44,07        | 9 512       | 47,23       |
| Blancs et nuls | Blancs et nuls        | Blancs et nuls | 239          | 2,69         | 690         | 7,25        |
| Exprimés       | Exprimés              | Exprimés       | 8 637        | 97,31        | 8 822       | 92,75       |

*sortant